# Karneol
Karneol je polodrahokam a barevná odrůda chalcedonu (mikrokrystalická varieta křemene).
Oranžovočervené zabarvení karneolu způsobuje obsažený krevel (Fe2O3/hematit) a podle této barvy dostal také jméno: carneus je latinsky masový. Vyskytuje se po celém světě jako výplň dutin magmatických i sedimentárních hornin, kde se vysrážel z roztoků kyseliny křemičité. Nejznámější naleziště byla od starověku na pouštích Arábie a Egypta. V současnosti se dováží do celého světa hlavně z Brazílie a Indie (stejně jako většina odrůd křemene). V České republice jsou nejlepší naleziště okolo Staré a Nové Paky.
Již od starověku se hojně používá pro kamenořezbu. Velmi oblíbený je turecký karneol pro svou medovou barvu.
Zvláštní odrůdou karneolu jsou oranžové sardity z Malé Asie.